# Ladinamo

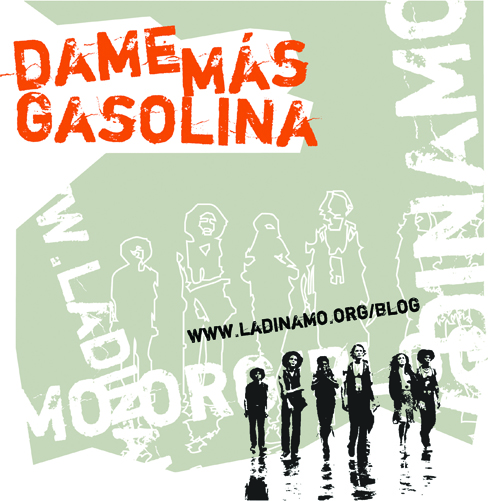
Blog Dame más gasolina. Ladinamo

Ladinamo es una asociación cultural de Madrid fundada en 2002 por jóvenes vinculados profesionalmente al mundo de la cultura y la Universidad y cercanos a los movimientos sociales de izquierda. Los proyectos estables que promueve Ladinamo son: una revista gratuita de temática cultural, un local en el barrio de Lavapiés (Madrid) y una página web. También desarrolla actividades intermitentes, como un grupo de danza, una editorial, un coro, una compañía de teatro o un colectivo de DJs.
El 22 de mayo de 2004 celebró en el pabellón Cerro del Telégrafo de Rivas-Vaciamadrid un concierto del cantante Fermin Muguruza, junto con otras tres bandas, en conmemoración del 20 aniversario del nacimiento del EZLN y el décimo aniversario del levantamiento zapatista. Dicho concierto, organizado por Ladinamo en el marco de la campaña "20 y 10", se realizó a pesar de que había sido prohibido por la Comunidad de Madrid.
A finales del año 2005 Ladinamo fue demandada por la Sociedad General de Autores y Editores, quien le reclamaba el pago de 829,70 euros en concepto de comunicación pública de música emitida en su local, música que según la SGAE pertenecía a su repertorio. El 2 de febrero de 2006, el Juzgado de lo Mercantil n.º 5 de Madrid absolvió a Ladinamo, dictándose la primera sentencia mundial que reconocía el término copyleft, ya que Ladinamo solo usaba música libre en su local. Ladinamo fue defendida por el abogado Javier de la Cueva, lográndose así el objetivo de dotar al copyleft de un respaldo no solo doctrinal sino judicial.

## Revista LDNM
Revista gratuita centrada en la crítica cultural que también incluye contenidos de temática política. Hasta su número 20 LDNM se publicó con periodicidad bimestral, desde entonces amplió su número de páginas y pasó a ser trimestral. Los contenidos de la revista están disponibles gratuitamente en línea. La revista se edita con una licencia Creative Commons Reconocimiento - Sin obra derivada - No comercial.

## Ladinamo Ambulante
Ladinamo Ambulante surgió en octubre de 2007 a partir de Ladinamo Café, un local polivalente en la calle de Mira el Sol 2, en el barrio de Lavapiés de Madrid fundado en septiembre de 2002 para acoger y organizar actividades artísticas, culturales y políticas. En su quinto aniversario Ladinamo Café cerró sus puertas a causa de la negativa de los dueños del local a renovar el contrato de alquiler y se recicló en un colectivo de intervención cultural itinerante.

## Ladinamo Libros
Ladinamo ha publicado dos títulos, ambos con licencia Creative Commons Reconocimiento - Sin obra derivada - No comercial.
- Rafael Barrett (2003). A partir de ahora el combate será libre (selección y prólogo de Santiago Alba Rico). Madrid: Ladinamo Libros. ISBN 84-607-6754-X.

- Carlos Prieto Fernández (ed.) (2004). Ike. Retales de la reconversión. Madrid: Ladinamo Libros. ISBN 84-933667-0-6.

## Ladinamo Teatro
Ladinamo Teatro se formó en 2003. En su primera fase presentó dos montajes: Optimista-pesimista, basado en textos de Karl Valentin, y Malas costumbres, basado en textos de Franca Rame, Dario Fo y Alfonso Sastre. En su segunda etapa se presentó Desvelada, obra escrita por autores ligados a la compañía Animalario.

## Blog
En 2006 Ladinamo creó el blog colectivo Dame más gasolina centrado en temas de crítica política y cultural.

## Coro de Ladinamo
En 2006 Ladinamo formó un conjunto coral dirigido por Malela Durán. El coro reúne a personas aficionadas al canto sin experiencia previa.

## Ladinamo Danza
Grupo de danza contemporánea dirigido por Camille C. Hanson, que imparte clases y organiza espectáculos propios.

## Ladinamo DJs
Entre 2003 y 2005 Ladinamo contó con un colectivo de disc-jockeys especializados en dub, jungle, drum and bass, ragga y electro.

## Miembros y exmiembros
- César Rendueles

- Víctor Lenore